# Wercklea grandiflora
Wercklea grandiflora là một loài thực vật thuộc họ Malvaceae. Đây là loài đặc hữu của Panama. Chúng hiện đang bị đe dọa vì mất môi trường sống.